# Новое еврейское кладбище (Лодзь)
Новое еврейское кладбище (пол. Nowy cmentarz żydowski) — иудейское кладбище, находящееся в южной части района Балуты города Лодзь (Польша) между улицами Брацкой, Загайникова, Зменной и Инфланцкой. Кладбище является самым большим еврейским кладбищем в Европе. Общая площадь кладбища составляет 42 гектара и на нём находится около 180 тысяч захоронений, в том числе около 45 тысяч погибших в Лодзинском гетто. Кладбище внесено в реестр охраняемых историко-культурных памятников местного значения.

## История
В 1811 году в Лодзи было организовано первое еврейское кладбище, которое к 80-м годам XIX столетия уже было переполнено и закрылось в 1892 году. В это же время лодзинская еврейская община обратилась к городским властям с просьбой о выделении нового участка для кладбища. В 1891 году еврейский общественный деятель Израэль Познанский купил у Юлиуша Генцеля земельный участок площадью около 10 гектаров. 5 августа 1892 года местная власть дала разрешение на строительство кладбища на улице Брацкой.
В апреле 1898 года на кладбище был открыт крупнейший для того времени Предпохоронный дом общей площадью 850 квадратных метров. Этот дом был построен по инициативе вдовы Германа Констадта, которая пожертвовала значительную денежную сумму на его строительство. Дом строился по проекту архитектора Адольфа Зелигсона.
В 1905 году на кладбище был построен Мавзолей Израэля Познанского.
В 1956 году на кладбище был открыт памятник жертвам Лодзинкого гетто.
В 1980 году кладбище было внесено в реестр охраняемых памятников.

## Галерея
- Памятник жертвам Лодзинского гетто
- Поле гетто
- Интерьер Предпохоронного дома
- Вход на кладбище со стороны улицы Брацкой

## Источник
- Przemysław Burchard: Pamiątki i zabytki kultury żydowskiej w Polsce. Warszawa: 1990, стр. 116.